# 20-мм автоматична гармата modèle F2
20-мм автоматична гармата modèle F2 — корабельна автоматична гармата калібру 20-мм, що застосовується у французьких ВМС.

## Історія
Потреба у новій 20 мм оборонній гарматі на заміну гармати Oerlikon 20 мм з'явилася протягом 1980-х. Компанії DCN та GIAT об'єдналися для розроблення гармати F2 20 мм, яка є морською версією гармати M693 яку використовували у армії Франції і продавалися на експорт.

## Опис
Гармата 20 мм F2 встановлена на однотрубній установці, з двома цинками на 150 набоїв з обох боків. Електрична систему контролю дозволяє вести один з трьох типів вогню: одиночні, черга по вісім пострілів або вільний вогонь. Праворуч у стрільця є електричний запобіжник. Ручний перемикач дозволяє стрільцю змінити живлення з одного цинка на інший під час ведення стрільби. Після кожного пострілу, порожня гільза викидалася знизу зброї.
Гарматою керує стрілець власним тілом. Наведення гармати здійснюється за допомогою такого ж оптичного прицілу як і у гарматах Bofors 40 мм і Oerlikon 20 мм.

## Використання

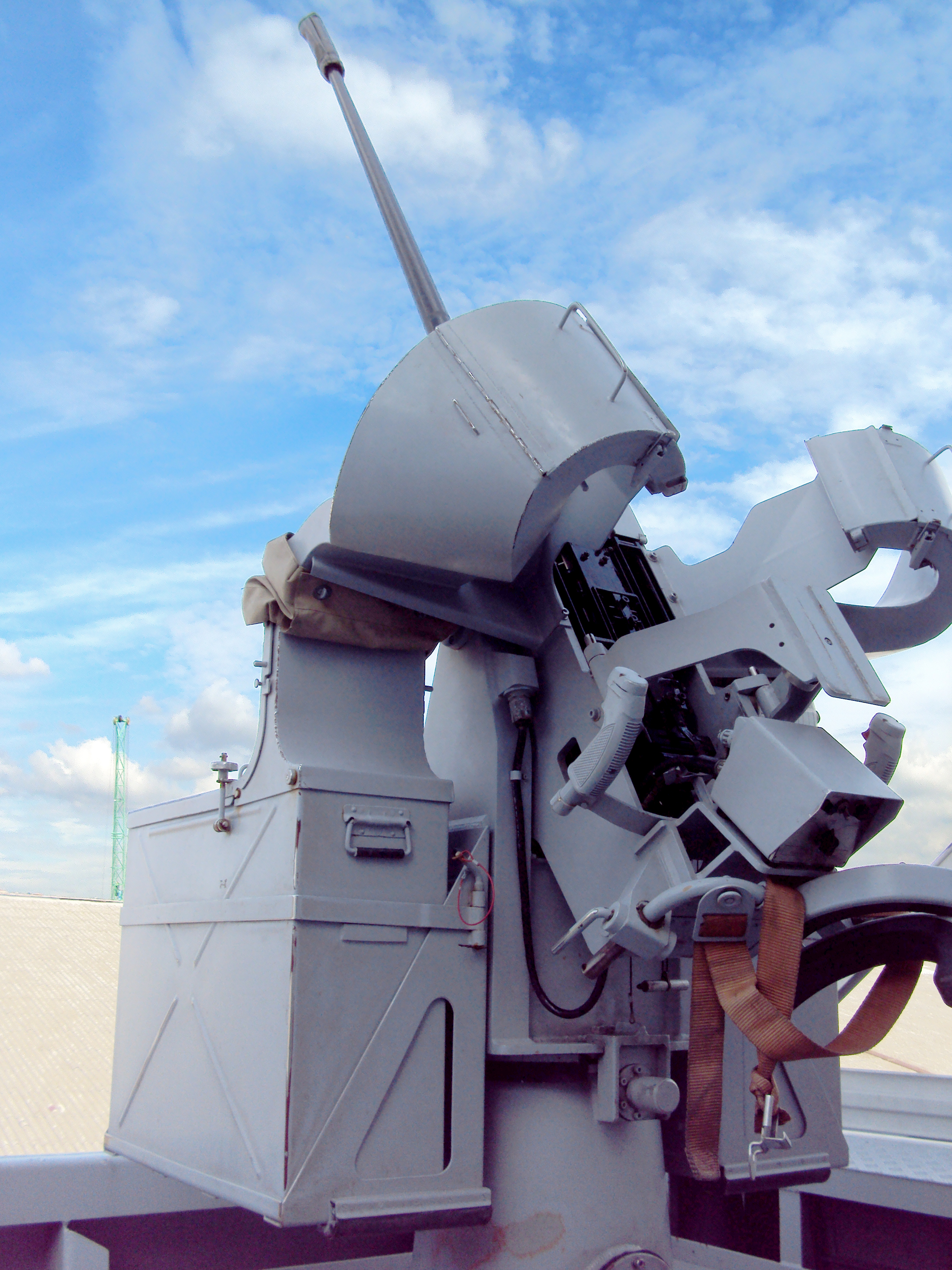
Гармата F2 на борту Forbin.

Гармату експортували до Бельгії (тральщики Tripartite), Індонезії (тральщики Tripartite), Малаві (Kasunga), Нідерландів (тральщики Tripartite), Пакистан (тральщики Tripartite) та Саудівської Аравії (NAJA 12 клас).
У французькому флоті гармата встановлена на
- авіаносець Charles De Gaulle
- фрегат класу Horizon
- фрегат класу La Fayette
- фрегат класу Floréal
- авізо типу D'Estienne d'Orves
- тральщики типу Eridan
- патрульні судна типу P400
- Dumont D'Urville
- Jacques Cartier
- La Grandière
- Rapière
- Hallebarde
- Monge